# Постфотография
Постфотография (также пост-фотография) — термин, используемый некоторыми философами, искусствоведами и медиатеоретиками для обозначения времени или контекста в истории фотоискусства, в котором традиционная фотография утрачивает своё первоначальное назначение и становится чем-то другим. Цифровая революция и её последствия для современной культуры, такие как переход от аналоговой к цифровой фотографии, создание интернета, рост социальных медиа, вызвали смену парадигмы, при которой понятие «фотография» меняется настолько, что становится невозможно называть её по-старому.

## История
Первая последовательная интерпретация феномена постфотографии встречается в книге Уильяма Джона Томаса Митчелла «Перенастроенный взгляд: визуальная правда в постфотографическую эпоху» (1992). Один из главных теоретиков постфотографии — каталонский художник Жоан Фонткуберта.